# Hyptis havanensis
Hyptis havanensis là một loài thực vật có hoa trong họ Hoa môi. Loài này được Britton ex Epling mô tả khoa học đầu tiên năm 1933.